# Bake Off Celebrity, el gran pastelero: México
El gran pastelero es una serie de competencia culinaria producida por WarnerMedia Latin America para el servicio de streaming de HBO Max. La serie es una adaptación mexicana basado en el programa británico The Great British Bake Off que constará de 10 episodios, conducidos por Angélica Vale, en la que diferentes famosos competirán para ser reconocidos como la mejor celebridad aficionada en repostería.

## El Gran Pastelero (Bake Off México) (2021)
En la siguiente tabla se muestran los participantes de la primera temporada de Bake Off México, del año 2021.
| Posición | Concursante                       | Edad | Procedencia | Resultado    |
| -------- | --------------------------------- | ---- | ----------- | ------------ |
| 1°       | Manu Nna Comediante               | 31   | CDMX        | Ganador      |
| 2°       | Omar Fierro Actor y productor     | 58   | CDMX        | Subcampeón   |
| 3°       | Sandra Itzel Cantante             | 28   | CDMX        | Tercer Lugar |
| 4°       | Roberto Carlo Actor y presentador | 38   | Nuevo León  | Finalista    |
| 5°       | Gabriel Coronel Actor y modelo    | 35   | Venezuela   | Finalista    |
| 6°       | Lorena Herrera Actriz y modelo    | 55   | Sinaloa     | 7° Eliminada |
| 7°       | Kenia Os Cantante                 | 23   | Sinaloa     | 6° Eliminada |
| 8°       | Alma "Cositas" Tiktoker           | 62   | México      | 5° Eliminada |
| 9°       | Yuri Cantante y actriz            | 58   | Veracruz    | 4° Eliminada |
| 10°      | Sergio Arau Músico y cineasta     | 77   | CDMX        | 3° Eliminado |
| 11°      | Giovanna Romo Actriz              | 30   | México      | 2° Eliminada |
| 12°      | Marcello Lara Cantante            | 43   | Chihuahua   | 1° Eliminado |

## El Gran Pastelero (Bake Off México) (2023)
En la siguiente tabla se muestran los participantes de la segunda temporada de Bake Off México, del año 2023.
| Posición | Concursante                    | Edad | Procedencia     | Resultado    |
| -------- | ------------------------------ | ---- | --------------- | ------------ |
| 1°       | Paco Rueda Actor               | 29   | CDMX            | Ganador      |
| 2°       | Diego Schoening Cantante       | 54   | CDMX            | Subcampeón   |
| 3°       | Polo Morín Actor               | 32   | Guanajuato      | Tercer Lugar |
| 4°       | Ángel Antrax Villamar Youtuber | 25   | Veracruz        | Finalista    |
| 5°       | Priscila Arias Modelo          | 34   | CDMX            | 8° Eliminada |
| 6°       | Alicia Villarreal Cantante     | 52   | Nuevo León      | 7° Eliminada |
| 7°       | Gabriela Rivero Actriz         | 59   | CDMX            | 6° Eliminada |
| 8°       | Alberto Del Río Luchador       | 46   | San Luis Potosí | 5° Eliminado |
| 9°       | Chingu Amiga Influyente        | 32   | Corea del Sur   | 4° Eliminada |
| 10°      | Sylvia Pasquel Actriz          | 73   | CDMX            | 3° Eliminada |
| 11°      | Paco De Miguel Influyente      | 24   | CDMX            | 2° Eliminado |
| 12°      | Isabella Camil Actriz          | 54   | CDMX            | 1° Eliminada |

## Premisa
Doce celebridades pondrán a prueba sus conocimientos y habilidades en la pastelería, para poder consagrarse con el título de El Gran Pastelero Bake Off México. Para ello deberán enamorar y endulzar los paladares de un prestigioso jurado.

## Formato
Las pruebas a las que tendrán que hacer frente los participantes son:
- Reto creativo: Los concursantes podrán improvisar una receta, con los ingredientes que deseen.
- Reto Técnico: Los jueces les enseñarán una creacione maestra y la tendrán que replicar de la manera más exacta posible a la original siguiendo las indicaciones que se les den, al final del desafío los jueces califican las creaciones de manera anónima, sin saber cuál es la creación de cada concursante, y van haciendo el top del 10 al 01.

- Eliminación: Al final de cada episodio los jueces pasarán al frente a 3 concursantes, dándole oportunidad de regresar a su estación a dos concursantes, y eliminando a uno.

## Episodios

### Primera temporada (2021)
| N.º | Título                     | Fecha de lanzamiento original |
| --- | -------------------------- | ----------------------------- |
| 1   | «Pasteles»                 | 24 de octubre de 2021         |
| 2   | «Galletas»                 | 24 de octubre de 2021         |
| 3   | «Recuerdos»                | 24 de octubre de 2021         |
| 4   | «Panadería»                | 31 de octubre de 2021         |
| 5   | «Pastelería Internacional» | 31 de octubre de 2021         |
| 6   | «Chocolate»                | 7 de noviembre de 2021        |
| 7   | «Gravedad»                 | 14 de noviembre de 2021       |
| 8   | «Final»                    | 14 de noviembre de 2021       |

### Segunda temporada (2023)
| N.º | Título                   | Fecha de lanzamiento original |
| --- | ------------------------ | ----------------------------- |
| 1   | «Pastel Mexicano»        | 14 de septiembre de 2023      |
| 2   | «Sabores de la infancia» | 14 de septiembre de 2023      |
| 3   | «Panadería»              | 21 de septiembre de 2023      |
| 4   | «Merengue»               | 21 de septiembre de 2023      |
| 5   | «Capas»                  | 28 de septiembre de 2023      |
| 6   | «Chocolate»              | 28 de septiembre de 2023      |
| 7   | «Semifinal»              | 28 de septiembre de 2023      |
| 8   | «La Gran Final»          | 05 de octubre de 2023         |

## Producción
A mediados de 2021 se anunció que HBO Max planeaba producir una versión mexicana del concurso de cocina The Great British Bake Off, y que para esto se buscaría a 12 celebridades para enfrentarse a retos culinarios para llegar a la gran final, finalmente la producción inició en abril de 2021 y la serie se estrenó el 24 de octubre de 2021.

## Recepción
Para la primera temporada contó con críticas generalmente positivas, clasificándola como una serie para entretenernos con toda la familia, y otras críticas negativas al decir que no fue tan exigente como su versión británica.

## Marketing
La promoción de la serie comenzó en septiembre de 2021, al salir la serie rápidamente se convirtió en las series más vistas de HBO Max en 2021, principalmente por hacerse viral en redes sociales como Tik Tok, Facebook, Twitter, etc.